# Vigelinje
Vigelinje (populærnavn: hajtænder, engelsk: yield line) er en tværgående vejmarkering i Danmark, der angiver ubetinget vigepligt. Populærnavnet hajtænder er opstået, da markeringen består af en række store hvide trekanter – "tænder". Udformningen og betydningen af vigelinje og andre vejmarkeringen er angivet i Transportministeriets. “Bekendtgørelse om anvendelse af vejafmærkning" 
Vigelinje er ofte er ledsaget af den ligeledes trekantede færdelsestavle ubetinget vigepligt. Ubetinget vigepligt betyder, at man skal holde tilbage for trafik fra alle retninger.